# Trattato di pace di Wiener Neustadt
Il trattato di pace di Wiener Neustadt fu un trattato sottoscritto tra il Regno d'Ungheria e il Sacro Romano Impero. Venne preceduto dalla Tregua di Radkersburg e seguito dalla Pace di Presburgo. Riguardava la successione dei territori delle contee di Moson, Sopron e Vas.

## Sfondo storico
Dopo la morte di re Ladislao IV a Praga il 23 gennaio 1458, Mattia Corvino venne proclamato re d'Ungheria e di Boemia a Buda con l'aiuto di suo zio, Michael Szilágyi. Nel frattempo, nel febbraio del 1459 Nicola di Ilok seguito da alcuni conti ungheresi scontenti, incontro l'imperatore Federico III d'Asburgo presso il castello di Ilok a Güssing. Federico reclamò il trono come sua giusta eredità in quanto discendente di Alberto II di Germania. Pio II divenne papa nel 1458 solo 5 anni dopo che gli ottomani ebbero conquistato Bisanzio. Temendo ulteriori aggressioni da parte dei turchi, egli invocò da subito una crociata. Il Pontefice era intenzionato perciò a riconciliare i due re da questa lotta per la successione al fine di unificare il fronte cristiano ad est.
Federico, con il supporto di diversi nobili ungheresi riuscì ad ottenere per sé l'Ungheria occidentale con la città di Sopron e la corona ungherese, che ricevette dalla regina Elisabetta di Lussemburgo (moglie di Alberto II) il 25 febbraio 1441. Pagò 100 000 ducati per Sopron e altri 8 000 per la corona.
Mattia dal canto suo vantava dalla sua parte il re boemo Giorgio Podebrady (dichiarato eretico da Pio II) e il capo mercenario hussita Giovanni Jiskra. Mattia si alleò con Alberto VI, fratello di Federico. Il papa cercò di mediare tra i due senza successo, ma Mattia venne comunque costretto a negoziare segretamente. Egli inviò l'arcivescovo János Vitéz da Federico a Graz all'inizio del 1462, aiutato in questo dall'osservatore papale Girolamo Landi. I due si accordarono sempre segretamente sullo status della Santa Corona d'Ungheria e dei villaggi di Forchtenstein, Kobersdorf, Eisenstadt, Kőszeg, Sopron e Rechnitz. I due fissarono i termini dell'ereditarietà della corona e Mattia ottenne di non potersi più risposare in caso di morte della moglie all'epoca con lui sposata, Caterina Poděbrady. I negoziati terminarono a maggio di quell'anno. Storicamente questi negoziati sono considerati un pre-contratto per il Trattato di pace di Wiener Neustadt anche se le sue condizioni vennero mantenute segrete. A Sopron, i rappresentanti delle classi ecclesiastiche e secolari dell'Ungheria accettarono i termini di tali negoziati.
I negoziati prevedevano che:
- I territori dell'Ungheria occidentale fossero considerati eredità della corona
- I possedimenti della Santa Corona fossero inviolabili
- I regolamenti giudiziari e di governo fossero inviolabili
- I diritti e le proprietà ecclesiastiche fossero inviolabili
- Obbligazioni per una guerra comune contro l'Impero ottomano
- Il diritto per il sovrano di portare il titolo di "Re d'Ungheria"
- Supporto all'arciduca Massimiliano I
- Regolamentazioni sull'ereditarietà degli Asburgo sulla corona ungherese

## Il trattato

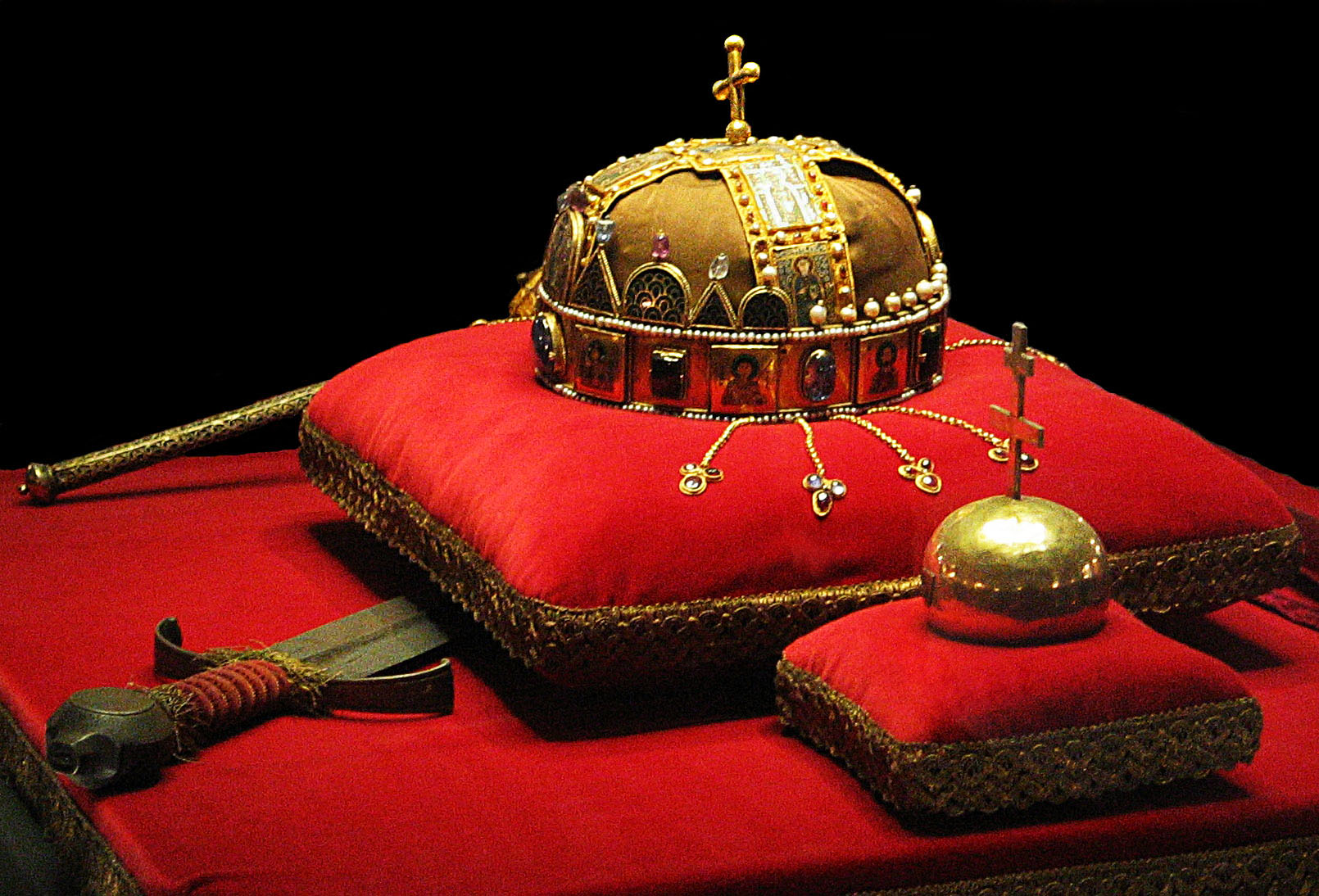
La Santa Corona, uno dei punti discussi nel trattato

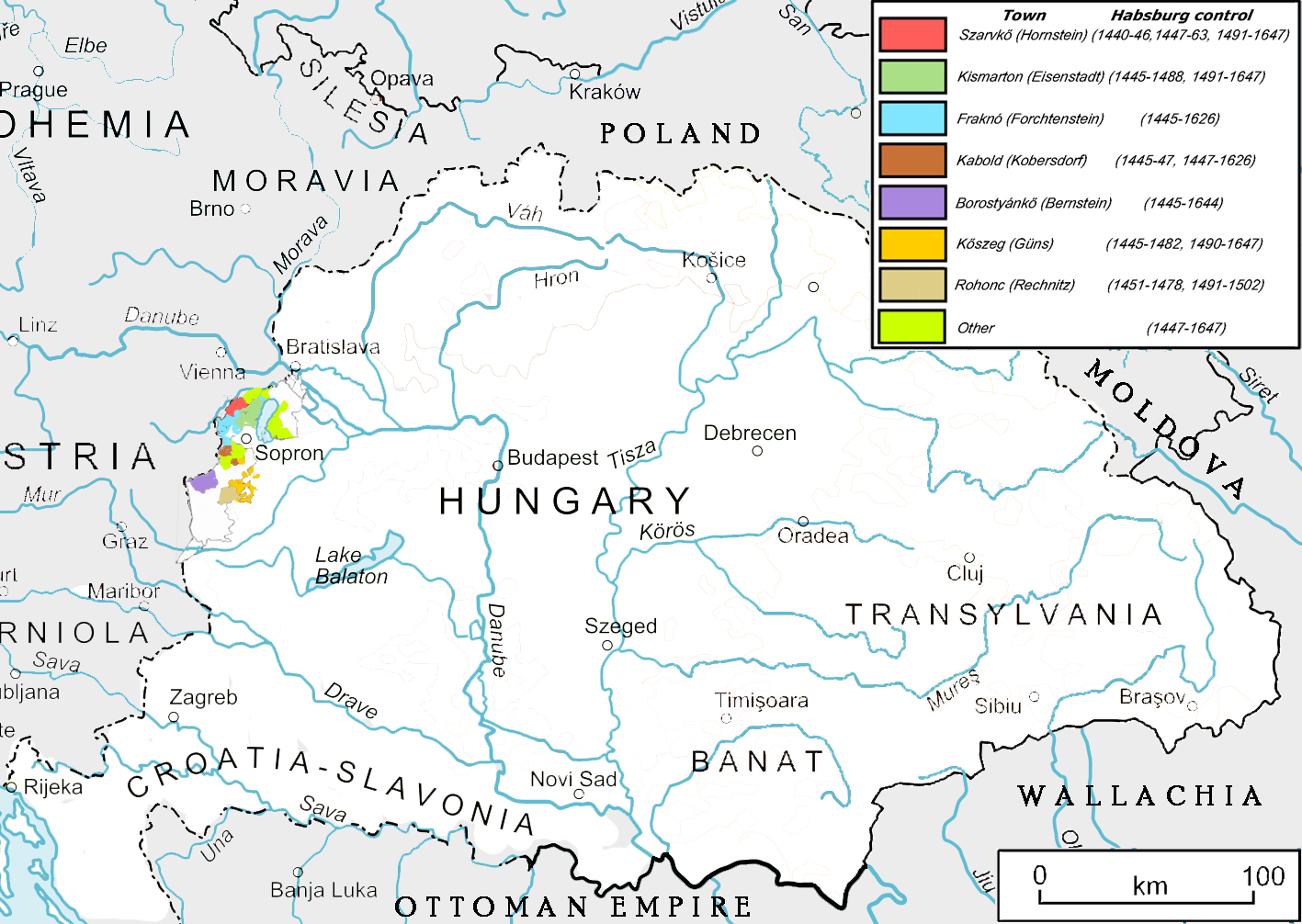
I confini furono lo scopo principale

Il trattato venne ufficialmente siglato il 19 luglio 1463 a Wiener Neustadt. I già menzionati territori occidentali vennero concessi al Sacro Romano Impero sino all'anno 1647, ma già venne concessa al monarca ungherese di redimere i villaggi di Forchtenstein e Kobersdorf per la somma di 40 000 fiorini d'oro dopo la morte di Federico. Il numero dei villaggi redimibili venne così ridotto a due rispetto ai cinque previsti dagli accordi di Graz). La corona ungherese e la città di Sopron sarebbero state concesse per la somma di 80 000 fiorini. Inoltre, venne stabilito che se Mattia fosse morto senza eredi legittimi, il regno sarebbe passato a Federico e poi a Massimiliano. In una clausola segreta del trattato, Federico perse il controllo di Giovanni Jiskra e del suo esercito, fatto che permise a Mattia di assumerlo al proprio servizio. Così si costituì il cuore dell'Esercito Nero d'Ungheria, che sarà la testa di ponte delle future conquiste ungheresi.

### Vantaggi per l'Ungheria
- Invece dei 15 forti originari e città concesse al Sacro Romano Impero dalla Tregua di Radkersburg, Mattia fu in grado di portarne il numero a 7.[2]
- L'acquisizione della corona era vitale per Mattia come antica tradizione per riconoscere i sovrani ungheresi come legittimi ed essere quindi incoronato nella basilica di Székesfehérvár.[2]
- Mattia era ancora un protetto di Pio II, fatto che lo fece riconoscere facilmente dalle dinastie europee al suo ruolo. I diritti del clero ungherese vennero mantenuti.[2]
- Pur permanendo la promessa formale di una successione ungherese, nulla vietava alla nobiltà ungherese di eleggere un nuovo re, anche ungherese.[2]
- Giovanni Jiskra ottenne il perdono reale ed ottenne due castelli (Soimus e Lipova) e i suoi soldati ricevettero in paga 25 000 ducati. Questo portò alla formazione dell'esercito che tanto avrà successo negli anni successivi in Ungheria.[3] Questo gli diede anche l'opportunità di demolire la fortezza hussita di Katzenstein (nelle vicinanze di Sopron) e convincere il capitano ceco František Hag a schierarsi con l'Esercito Nero.[4]

### Vantaggi per l'Impero
L'impero ottenne:
- L'abbandono da parte di Mattia dell'alleanza sottoscritta col fratello dell'imperatore, lasciando appunto Alberto VI in isolamento.[2]
- Il riconoscimento della giusta pretesa dell'imperatore verso il titolo di re d'Ungheria e la regolazione della successione di quella corona.[2]
- Supporto dell'Ungheria all'Impero per qualsiasi minaccia.[2]
- L'imperatore adottò il re come suo "figlio".[2]

### Vantaggi per lo Stato Pontificio
Lo stato pontificio ottenne:
- Un'alleanza contro gli ottomani invasori e il consolidamento della situazione europea.[2]
- Il mantenimento intatto dei diritti del clero ungherese.[2]
- Dal momento che Giorgio Podebrady era uscito di scena, Mattia lanciò una crociata contro i cosiddetti eretici che favorì appunto gli interessi della Chiesa.

## Conseguenze
Immediatamente dopo il recupero di Sopron, Federico III permise al capitano ceco Hinko Tannfeld di Waltersdorf di saccheggiare la città il 7 settembre 1465. L'attacco delle truppe ebbe origine dal villaggio austriaco di Waltersdorf, fatto che risultò un insulto diretto a Mattia, che protestò immediatamente. L'imperatore espresse il proprio disappunto per questo atto, ma non risarcì il saccheggio. Per vendetta, la guarnigione di Sopron catturò una nave di vino diretta a Wiener Neustadt nel 1466 e chiese nuovi compensi che ad ogni modo non vennero corrisposti. Il trattato aprì i cancelli a Mattia per la corona d'Ungheria. Il suo governo portò a una serie di guerre che si rivelarono alla fine vantaggiose al punto che Mattia venne incoronato re di Boemia (1469–1490) e duca d'Austria (1486–1490). La crociata promessa non venne mai attuata dal momento che i fondi promessi da Venezia per la guerra non giunsero mai. Mattia pose fine alle guerre boeme (1468–78) quando appunto incorporò la Boemia all'Ungheria. La faida militare tra Impero e Ungheria continuò dopo la successione dei due sovrani. Nessun supporto militare giunse a Federico o a Massimiliano da Mattia come previsto dai termini dell'accordo. Sul finire del proprio regno, inoltre, Mattia si rivoltò anche contro il papato, proteggendo il regno di Napoli contro l'esercito pontificio nel 1488, schierandosi con i ribelli di Ancona nel 1488 e stabilendo un protettorato ungherese presso di loro, siglando persino un trattato di pace separato con l'Impero ottomano. A seguito della sua morte, gli Asburgo rafforzarono i termini del Secondo trattato di Presburgo e istituirono il Primo Congresso di Vienna. Reclamarono più volte il trono per loro sino a quando Ferdinando I non lo ottenne in co-reggenza e Massimiliano II lo ottenne per sé solo, stabilendo che esso passasse agli Asburgo, ai quali rimase sino alla fine della prima guerra mondiale.

## Significato storico
Il 18 aprile 1490, dopo la morte di Mattia, l'imperatore Massimiliano I inviò un'offerta ai nobili ungheresi, con la quale presentava le proprie pretese sul trono d'Ungheria basate proprio su questo trattato. Egli promise protezione della Polonia, assicurò l'annessione delle conquiste di Mattia all'Ungheria e promise di mantenere il clero e gli ufficiali di stato ungheresi al loro incarico corrente. Per imporre la propria influenza sull'elezione reale, ordinò la stampa e la diffusione di numerose copie del Trattato di pace di Wiener Neustadt tra i nobili elettori. Fu questo il primo caso storico dell'uso della stampa per fini propagandistici.